# Uashat
Uashat (officiellement Uashat 27) est une réserve indienne innue située dans la municipalité régionale de comté des Sept-Rivières au Québec, précisément dans la région administrative de la Côte-Nord. La réserve, tout comme celle de Maliotenam, est à l'usage de la Première Nation Innu Takuaikan Uashat Mak Mani-Utenam, bénéficiant ainsi du même conseil de bande.

## Toponymie
En innu-aimun, Uashau signifierait « baie ». La terminaison en « t » est un locatif. Uashat signifierait donc « À la baie », tout comme « Nutashkuant » signifie « à Nutashkuan ».

## Géographie
Le territoire de la réserve d'Uashat est enclavé dans le territoire de la ville de Sept-Îles.

## Administration
Uashat est administrée par le conseil de bande Innu Takuaikan Uashat Mak Mani-Utenam (Gérance montagnaise de Uashat et de Mani-Utenam), le même que celui de la réserve indienne de Maliotenam.

## Démographie
Le recensement de 2006 y dénombre 1 190 habitants, 4,8 % de plus qu'en 2001.
| 2001  | 2006  | 2011  | 2016  | 2021  |
| ----- | ----- | ----- | ----- | ----- |
| 1 136 | 1 190 | 1 485 | 1 592 | 1 577 |

## Langues
En 2011, sur une population de 1 480 habitants, Uashat comptait 63,9 % d'innuphones (innu-aimun), 35,5 % de francophones et 0,7 % d'anglophones.

## Attraits
On y trouve une reconstitution d’un poste de traite de la Compagnie de la Baie d'Hudson, le Vieux Poste de Sept-Îles, établie d’après des fouilles archéologiques. On y trouve le poste, l’habitation, une tour de guet, une chapelle — transportée depuis le centre du village —, ainsi que les divers types de tentes innues érigées à titre de démonstration.

### Personnalités
- Eve Ringuette, actrice[7].
- Naomi Fontaine, auteure et enseignante[8].